# Kajana (Suriname)
Kajana (soms ook gespeld als Cajana, Kayana of Cayana) is een klein dorp aan de Gran Rio in Suriname. Het ligt aan in het toeristische Langugebied.
Kajana ligt in het district Sipaliwini aan de Gran Rio, die verder stroomafwaarts samen met de Pikin Lio (little rio) de Surinamerivier vormt. Kajana heeft ongeveer 200 inwoners, die tot 3 families behoren. Er is een basisschool, de kleine landingsbaan Kajana Airstrip, een medisch centrum voor eerste hulp, een radiostation genaamd Radio Thijs, een kinderopvang en toeristenaccommodatie Kosindo River Lodge, bestaande uit zes cabins. Vanaf Kajana worden wandeltochten van drie uur ondernomen naar de Okoberg.
In Kajana bestaat een eigen dorpsgebarentaal, de Kajana Gebarentaal.
Aan de rand bevindt zich het vakantieoord Kosindo (vertaald: kom zitten).

## Galerij
| kookhut |  | basisschool |
| kookhut |  | basisschool |

Abenaston · Adawai · Akisiaman · Akwaukondre · Amakakondre · Asenbaso · Asidonhopo · Aurora · 
Begoeba · Begoon · Bekiokondre · Bendikwai · Bendiwata · Biudoematoe  · Bofokoele · Botopasi ·
Dan · Dangogo · Daume · Debikè · Deboo · Djemongo · Djoemoe · Duwatra ·
Foetoenakaba · Gingiston · Goddo · Godowatra · Goejaba · Gran Slee · Grantatai · Gunsi ·
Heikoenoenoe · Jawjaw ·
Kaajapati · Kajana · Kambaloea · Kampoe · Koonoo · Kuututen ·
Ladouanie · Lespansi · Ligorio · Malobi · Malroseekondre · Masiakriki · Moitori ·
Nazaleti · Nieuw-Aurora · Padalafanti · Pambo Oko · Pikin Slee · Pingpe · Pokigron ·
Saloebanga · Semoisi · Soolan · Stonhoekoe · Tjaikondre · Toemaripa · Toetoeboeka